# Les Capenoules
Les Capenoules est un groupe du nord de la France dont la plupart des chansons sont en picard, dans sa variante ch'ti. Le mot « capenoule » signifie « voyou » au sens affectueux du terme en picard.

## Histoire du groupe
En 1966, Jacques Defer (ou Jack Defer) fonde un groupe de musique ch'ti aux chansons paillardes et grivoises, les Capenoules sont nés.
Peu après son adhésion au groupe, le photographe Francis Delbarre, change de nom et devient Raoul de Godewarsvelde. Très vite, sa forte stature (1,92 m pour 120 kg) et sa voix grave et rocailleuse en font la vedette incontestée du groupe, mais il déclarera toujours « Mi, j’sus pas canteux, j’sus photographe ! » (Moi je ne suis pas chanteur, je suis photographe). 
En 1967, c'est Maurice Biraud sur Europe 1, qui fera entendre le premier les chansons des Capenoules.

## Composition du groupe
Jack Defer, Francis Delbarre (Raoul de Godewarsvelde), Biloute, Marcel Decubber, Mimi Ducherloque, Pierre Leclercq,  Marco Slinckaert, Fernand Pierre, Maurice Deguffroy, Michel et Pierre Célie, Robert Lefebvre, Régis Hunez, Armand Piquet, Roger Frezin, Jacques Constant, J.P. Hermant, Félix Lescaut, Christian Lefebvre, Marcel Gauthier, Hubert Quertiniez, Toni Tagon, Jimmy Toffin, Marcel Dumont, Léon Andrieu, André Dekooninck, Désiré Desmoulins, Emile Vanpeterynck, Félix Sauvage.

## Discographie

### 45 tours
- 1965 : Les Capenoules vous saluent bien / Les bogettes / Les gars de ch’nord / L’négresse (Festival, FX 1463 M)
- 1966 : Ch’est un bon d’mi / Polka come cha / In r’venant d’Marquette / Ch’est mi D’siré (Déesse, DDP 101)
- 1966 : Elle a des... et le pot-pourri des Capenoules (Déesse, DDP 104 M)
- 1966 : Sur l'route d'Sainghin / Tout ch'ti qui... / L'curé d'Saint-Louis (Déesse, DDP 111 X)